# Zoe Kazan
Zoe Kazan (Los Angeles, 9 september 1983) is een Amerikaanse actrice.

## Biografie
Kazan werd in 1983 geboren als dochter van scenarioschrijvers Nicholas Kazan en Robin Swicord. Haar grootvader is regisseur Elia Kazan. In 2007 had ze een kleine rol in The Savages. Grotere rollen kreeg ze aangeboden in Revolutionary Road in 2008, It's Complicated in 2009 en I Hate Valentine's Day in 2010. 
In 2012 schreef ze het scenario voor Ruby Sparks, waarin ze samen met haar vriend Paul Dano de hoofdrol speelt. Kazan speelt ook vaak in het theater.
Naast Daniel Radcliffe speelde ze de hoofdrol in de romantische komedie What If in 2014.
In 2021 speelt Zoe de rol van Pia Brewer, in de mini serie Clickbait van Netflix.
- Bibsys: 13015910
- Biblioteca Nacional de España: XX5146662
- Bibliothèque nationale de France: cb166785808 (data)
- Gemeinsame Normdatei: 1028432860
- International Standard Name Identifier: 0000 0000 7719 1686
- Library of Congress Control Number: no2010017573
- Nationale Bibliotheek van Tsjechië: mzk20201081567
- Nationale Bibliotheek van Polen: a0000002697369
- Nederlandse Thesaurus van Auteursnamen: 383784328
- Réseau des bibliothèques de Suisse occidentale: 02-A018534453
- Istituto Centrale per il Catalogo Unico: LO1V404489
- Système universitaire de documentation: 170142426
- Virtual International Authority File: 107379099
- WorldCat: E39PBJxrThvv3pGxgyVMbkwpyd